# チャイニーズ・キッス
「チャイニーズ・キッス」は、1983年3月3日に発売された松本伊代の6枚目のシングル。

## 収録曲
- 両楽曲共に、編曲：鷺巣詩郎

1. チャイニーズ・キッス [3:21]
作詞：康珍化／作曲：亀井登志夫
2. エリオット [4:18]
作詞・作曲：遠藤京子